# Juan VIII de Sayn-Wittgenstein-Hohenstein
Juan VIII de Sayn-Wittgenstein-Wittgenstein (14 de octubre de 1601 - 2 de abril de 1657), desde 1651 conde de Sayn-Wittgenstein-Hohenstein, fue un militar alemán, diplomático y gobernador de Brandeburgo. 

## Biografía
Juan luchó como coronel sueco durante varios años en la Guerra de los Treinta Años .
De 1633 a 1634 fue miembro del Consilium formatum . En 1642 fue nombrado miembro del Consejo Privado de Brandeburgo y desde 1645, como enviado principal de Brandeburgo, fue instrumental en las negociaciones de paz en Münster y Osnabrück , que condujeron a la Paz de Westfalia en octubre de 1648 .Él negoció con Suecia el intercambio de Pomerania contra el Principado de Minden y las diócesis discontinuadas Pomerania , Halberstadt y la reversión de la Diócesis de Magdeburgo . Al final, un pago de 45,000 táleros a los enviados suecos fue decisivo.
El gran elector, Federico Guillermo de Brandeburgo , ya había sobrescrito al conde Juan en 1647 por sus servicios a las negociaciones de paz. En 1649 fue nombrado por el elector como gobernador en el recién ganado principado de Minden y en el condado de Ravensberg . Con su maestro de la menta, Behrend Levi , desencadenó la inflación regional de 1655 a 1657 al deteriorar las monedas , lo que provocó la resistencia de los afectados. 

## Familia
Juan nació como el segundo hijo del conde Ludwig II de Sayn-Wittgenstein-Wittgenstein , quien más tarde se convirtió en regente del condado sureño de Wittgenstein. Como su hermano mayor murió temprano, heredó el condado. Juan se casó con Ana Augusta (31 de marzo de 1608-27 de mayo de 1658) el 30 de junio de 1627 , la hija del conde Cristián de Waldeck-Wildungen y su esposa, Isabel de Nassau-Siegen. La pareja tuvo los siguientes hijos:
- Luis Cristián (nacido el 17 de enero de 1629, † 25 de enero de 1683)

en 1656 a Elisabeth Margarete zu Solms-Greiffenstein (nacida el 23 de mayo de 1637, † 1681);
en 1682 a Anna Elisabeth Vijgh
- Jorge Guillermo (nacido el 6 de febrero de 1630-1657), ahogado.
- Juan Federico (nacido el 19 de abril de 1631-28 de abril de 1656) murió en un duelo en Königsberg.
- Gustavo Otón (14 de abril de 1633-15 de octubre de 1701) en 1657 a Ana Helena de La Place (* 1634; † 24 de febrero de 1705) (padres de Augusto David de Sayn-Wittgenstein-Hohenstein )
- Enrique Ernesto (1637)
- Otón (nacido el 14 de julio de 1639, † 1683), murió en la guerra contra los turcos. Dejó tres hijos ilegítimos que recibieron el nombre de Schwartzenstein . [5]
- Federico Guillermo (20 de noviembre de 1647-10 de noviembre de 1685) en 1671 a Charlotte Luise zu Leiningen-Dagsburg-Hartenburg (2 de octubre de 1652 6 de junio de 1713)
- Isabel Juliana (4 de octubre de 1634-23 de marzo de 1689) en 1654 al Conde Hermann II de Lippe-Biesterfeld (9 de febrero de 1625-6 de julio de 1678)
- Ana Sofía (nacida el 2 de noviembre de 1635)
- Augusta Juana (12 de abril de 1638-15 de mayo de 1669) en  1659 al Antonio I de Aldenburg , conde de Knyphausen (1 de febrero de 1633-27 de octubre de 1680)
- Cristina Luisa (nacida el 23 de agosto de 1640)
- Cristina (* 1645)
- Ana María Magdalena (* 15 de octubre de 1641-16 de febrero de 1701) casada en 1670 con el Conde Guillermo Federico de Sayn-Wittgenstein-Homburg (16 de julio de 1640-28 de octubre de 1698)
- Luisa Filipina (nacida el 8 de enero de 1652, † 5 de marzo de 1722)
- Concordia (nacido el 28 de octubre de 1648, † 25 de enero de 1683) casada con:

El 30 de septiembre de 1669 con el Conde Luis Günther de Schwarzburgo-Ebeleben (* 2 de marzo de 1621; † 20 de julio de 1681)
El 20 de junio de 1681 con el Conde Carlos Luis de Sayn-Wittgenstein-Neumagen (* 20 de junio de 1658; † 16 de septiembre de 1724)